# Fleurey
Fleurey är en kommun i departementet Doubs i regionen Bourgogne-Franche-Comté i östra Frankrike. Kommunen ligger i kantonen Saint-Hippolyte som tillhör arrondissementet Montbéliard. År 2022 hade Fleurey 85 invånare.

## Befolkningsutveckling
Antalet invånare i kommunen Fleurey
Referens:INSEE